# Aboulbéyli
Aboulbéyli est un village de la région de Tovuz en Azerbaïdjan.

## Géographie
Le village d'Aboulbéyli de la région de Tovuz est situé dans la circonscription administrative du village d'Aboulbéyli.

## Économie
La principale occupation de la population du village est l'élevage et l'agriculture.

## Population
Selon les statistiques de 2009, la population du village est de 5936 personnes.

## Culture
Il y a 2 écoles maternelles, 2 écoles secondaires, une bibliothèque, un centre culturel, un centre médical, une mosquée et un bureau de poste dans le village.